# AGOVV Apeldoorn
AGOVV Apeldoorn – holenderski klub piłkarski mający siedzibę w mieście Apeldoorn, obecnie grający w Vierde Klasse (IX).
Klub został założony 25 lutego 1913 roku jako AGOSV, czyli rozwijając skrót  Apeldoornse Geheel Onthoudersvoetbalvereniging Steeds Voorwaarts (Piłkarski Klub Alkoholowych Absytentów Zawsze na Czele). Gdy klub został przyjęty przez federację piłkarską Geldrii, zmienił nazwę, gdyż istniał już wówczas klub o nazwie Steeds Voorwaarts. Wtedy AGOSV przemianowano na AGOVV, czyli Apeldoornse GeheelOnthouders Voetbalvereniging. Skrót tłumaczono też na Alleen Gezamenlijk Oefenen Voert Verder (Tylko Wspólna Praktyka Przynosi Korzyści). Profesjonalnym klubem AGOVV stał się w 1954 roku, a w 1971 roku przywrócono mu status amatorskiego z powodu kłopotów finansowych. 1 lipca 2003 AGOVV powrócił do Eerstedivisie, czyli drugiej ligi holenderskiej.